# Ruder-Europameisterschaften 1905
Die 13. Ruder-Europameisterschaften wurden am 27. August 1905 auf der Kanal Gent–Terneuzen in Gent, Belgien ausgetragen. Wie bereits im Vorjahr wurden Medaillen in fünf Bootsklassen vergeben.

## Ergebnisse
| Bootsklasse           | Gold                                                                                                  | Silber | Bronze |
| --------------------- | --- | --- | --- |
| Einer                 | Henri Barbenés                                                                                        | Gaston Delaplane | unklar, ob noch weitere Athleten teilnahmen |
| Doppelzweier          | Belgien Theodore Conrades Xavier Crombet                                                              | Italien Luigi Gerli Emilio Sacchini | Frankreich Pichard Caudron |
| Zweier mit Steuermann | Belgien Guillaume Visser Urbain Molmans Rodolphe Colpaert (Steuermann)                                | Frankreich Beurrier Tirmont unbekannt (Steuermann) | Italien Archimede de Gregori Guido de Cupis Guasco (Steuermann)                                                                                      |
| Vierer mit Steuermann | Belgien Guillaume Visser Urbain Molmans Julien Lauwers Ernest Tralbaut Rodolphe Colpaert (Steuermann) | Italien Ercole Olgeni Scipione Del Giudice Emilio Fontanella Antonio Finotti Corrado Benedettelli (Steuermann)                                                       | Frankreich |
| Achter                | Frankreich Coleman Freichon Huet Peron Vincent Langevin Boulanger Maeckercel unbekannt (Steuermann)   | Belgien Guillaume Visser Urbain Molmans Julien Lauwers Ernest Tralbaut Albert Heye Hector Deprume Polydor De Geyter Rodolphe Meyvaert Rodolphe Colpaert (Steuermann) | Italien Enrico Capelli Antonio Maganza Angelo Buffoni Luigi Gerli Agostino Urani Costante Brambilla Erminio Dones Mario Rossi unbekannt (Steuermann) |

## Medaillenspiegel
| Platz  | Land            | Gold | Silber | Bronze | Gesamt |
| ------ | --------------- | ---- | ------ | ------ | ------ |
| 1      | Belgien         | 3    | 1      | –      | 4      |
| 2      | Frankreich      | 1    | 2      | 2      | 5      |
| 3      | Deutsches Reich | 1    | –      | –      | 1      |
| 4      | Italien         | –    | 2      | 2      | 4      |
| Gesamt | Gesamt          | 5    | 5      | 4      | 14     |